# Малая Копаня
Малая Копаня (укр. Мала Копаня) — село в Виноградовской городской общине Береговского района Закарпатской области Украины.
Население по переписи 2001 года составляло 1360 человек. Почтовый индекс — 90331. Телефонный код — 03143. Занимает площадь 1,712 км². Код КОАТУУ — 2121282601.

## Археология
Малокопаньское городище дакийской культуры (5 га) было одним из ремесленных, политических и духовных центров доримской Дакии. В нумизматической коллекции Малокопаньского городища известно 72 монеты, 50 из которых были обнаружены в ходе археологических раскопок, а 22 были найдены местными жителями в середине XX века на огородах, расположенных в урочище Городище. Первую и наиболее значительную группу (46 монет) составляют местные дакийские тетрадрахмы типа Медиешул Аурит, во вторую группу входят две кельтские монеты. Третья группа представлена пятью римскими республиканскими денариями и четырьмя имитациями, четвёртая группа состоит из четырёх императорских монет и одной имитации К пятой относятся четыре драхмы иллирийских городов Аполлонии и Диррахиума. Шестая группа представлена двенадцатью сильно коррозированными монетами, что не позволяет их классифицировать. В седьмой группе находятся предметы, свидетельствующие о возможной чеканке монет на Малой Копане. Шейное украшение торквес весом 544 грамма было обнаружено в ходе исследования дакийского сакрального центра в Малой Копани.

## Известные жители и уроженцы
- Иоанн Семедий (1921—2008) — епископ мукачевский с 1983 года по 2002 год.